# 執印テル
執印テル（しゅういん てる、1915年（大正4年）3月10日 - 2007年（平成19年）9月25日）は、昭和時代の日本のジャーナリスト、政治家。出水市出身（旧高尾野町・執印氏9人兄弟の7番目・次女）。

## 政治信条
- 敗戦により日本の従来の封建主義体制は崩壊し、GHQは弱い立場にあった労働者、農民を解放し、婦人は全く男女同権の参政権を付与され、新生日本の新秩序のために立ち向かった。
- 女性連盟の活動は薩摩に於ける婦人解放の先駆としてジャーナリズムは讃えた。
- 婦人の街の建設もとにかく世間の人々から忘れがちな未亡人母子のために、此所迄一途に務められた人々の並々ならぬ努力は忘れがたいと讃えられた（南風録）
- 母子寮の建設も資金募集からはじめ、全く民間の力だけで完成し、現在千草母子生活支援施設の運営は全母協の高い評価を得ている。
- 平成2年にはスリランカ民主社会主義共和国に鹿児島幼稚園を3園建設、寄贈し、国際交流にも貢献した。
- 市議7期28年の議会活動の中では世界的に男女の平等の運動が活発になり、その主旨に沿って女性の地位向上のため努力した。特に社会的に力の弱い人々の福祉のためには私の人道主義を貫いた。
- 出水兵児修養掟を生涯の信条としている。

## 略歴
- 1932年(昭和7年)：鹿児島県立出水高等女学校卒業後、朝鮮京城電話局に就職。
- 1935年(昭和10年)：満州国牡丹江鉄道事務所電気区に就職。
- 1937年(昭和12年)：天津電話局に就職し、北京電話局に転勤。
- 1940年(昭和15年)：北京新聞社に就職し、昭和18年、東京支店勤務。
- 1944年(昭和19年)：大日本婦人会本部訓練部書記。
- 1946年(昭和21年)：南日本新聞社・文化部記者として入社。
- 1946年(昭和21年)：鹿児島女性連盟結成・会長。
- 1947年(昭和22年)：鹿児島家庭裁判所調停委員。
- 1948年(昭和23年)：鹿児島市母子更生連絡協議会会長。
- 1949年(昭和24年)："婦人の街〟建設委員会委員長。
- 1950年(昭和25年)："婦人の街〟五十戸の母子住宅の建設なる。
- 1951年(昭和26年)：鹿児島市議会議員当選（7期28年・昭和26年～平成4年）
- 1952年(昭和27年)：日本婦人新聞・鹿児島支局長。
- 1954年(昭和29年)：千草母子寮建設・寮長就任（現・社会福祉法人千草会理事長）
- 1966年(昭和41年)：要請により自由民主党鹿児島市支部婦人部長。
- 1968年(昭和43年)：自由民主党鹿児島県支部連合会婦人局長（昭和43年～49年）
- 1972年(昭和47年)：鹿児島市議会厚生保健副委員長。
- 1980年(昭和55年)：日本看護連盟鹿児島支部顧問。
- 1984年(昭和59年)：鹿児島市議会副議長（1期2年・昭和59年～61年）
- 1996年(平成8年)：自由民主党鹿児島県連党紀委員長。
- 1997年(平成9年)：自由民主党鹿児島市支部長（平成9年～11年）
- 1997年(平成9年)：自由民主党鹿児島県連副会長（平成9年～11年）
- 2004年(平成16年)：母子生活支援施設「第二千草寮」を開設。
- 2007年(平成19年)：大腸ガンのため死去。享年92。

## 表彰・感謝状
- 1972年(昭和47年)：九州地区社会福祉協議会表彰・鹿児島県知事表彰。
- 1974年(昭和49年)：自由民主党田中角栄総裁表彰・功労章。
- 1980年(昭和55年)：自由民主党県連会長表彰。
- 1986年(昭和61年)：高尾野町町民表彰。
- 1989年(平成元年)：全国議長会地方自治功労表彰。
- 1991年(平成3年)：勲四等瑞宝章 授与。
- 2000年(平成12年)：国際支援交流協会国際貢献賞 受賞。
- 2002年(平成14年)：国際ソロプチミストWHW（女性が女性を助ける）賞 受賞。
- 2005年(平成17年)：国際ソロプチミスト女性栄誉賞 受賞。
- 1979年(昭和54年)：鹿児島県母子福祉連合会 感謝状。
- 1981年(昭和56年)：日本看護連盟会長 感謝状。
- 1985年(昭和60年)：鹿児島県難聴言語障害児を持つ親の会 感謝状。
- 1998年(平成10年)：鹿児島県助産婦会 感謝状。
- 2006年(平成18年)：自由民主党小泉純一郎総裁 感謝状。

## 著書
- 心直にして（1985年発行）
- てるてる照らせ 執印テル熱風人生録（自費出版、2002年12月発売）ISBN 4-86074-008-4